# Fotbal Club Șoimii Sibiu
Il Fotbal Club Șoimii Sibiu è stata una società calcistica rumena con sede nella città di Sibiu, fondata nel 1910 (secondo alcune fonti nel 1913). In circa novant'anni di storia ha partecipato a 5 edizioni del massimo campionato prima di sciogliersi, nel 2001, a causa di problemi finanziari.

## Storia

### Dalla fondazione alla seconda guerra mondiale
Il club venne fondato da Teodor Romul Popescu nel 1910, anche se secondo altre fonti la fondazione risale al 1913. Partecipa al campionato a partire dal 1914 e la sua prima apparizione alle finali nazionali risale alla Divizia A 1923-1924 dove però non riesce a superare il turno preliminare. Il miglior risultato del club giunge nel 1927-28 quando sconfigge ai quarti di finale i pluricampioni del Chinezul Timișoara venendo però eliminato in semifinale 3-0 a tavolino per non essersi presentato all'incontro.
Con il passaggio al girone unico il club viene ammesso in divizia A. Nel primo campionato termina all'ultimo posto del proprio girone ma si salva essendoci solo una retrocessione in totale. Non va meglio il campionato successivo quando le retrocessioni sono 4 e, avendo terminato all'ultimo posto realizzando solo 2 punti in 14 incontri, passa in Divizia B.
Si ritira durante il girone di ritorno del 1937-38 ma mantiene il diritto a giocare il campionato. L'anno successivo si ritira nuovamente a nove giornate dalla fine e viene retrocesso in Divizia C

### Dal 1946 al ritiro dai campionati
Con la ripresa delle attività dopo la seconda guerra mondiale, nella stagione 1946-1947, il club partecipa alla Divizia C e dopo un solo anno di permanenza nella terza serie viene promosso.Al secondo anno nella seconda serie si consorzia con la compagnia ferroviaria statale e diventa CFR Sibiu e conquista la promozione al massimo campionato distanziando la seconda classificata di 7 punti. Il campionato di Divizia A 1950, giocato col nome Locomotiva Sibiu, è l'ultimo in massima serie, immediatamente retrocesso avendo terminato all'ultimo posto e l'anno successivo arriva la retrocessione in terza serie.
Gli anni cinquanta e anni sessanta vedono il club militare nei gironi provinciali delle serie minori. Torna a chiamarsi Șoimii Sibiu all'inizio degli anni settanta con la squadra che torna in Divizia B. Disputa buoni campionati sfiorando in qualche caso la promozione. Nel 1981 viene rilevato dalla società Întreprinderea de Piese Auto Sibiu e diventa Șoimii IPA Sibiu e alterna stagioni in Divizia B ad altre in Divizia C, perdendo il primato cittadino in favore dell'Inter Sibiu. Dopo la Rivoluzione rumena del 1989 la crisi del club si accentua e nel 1998 la Compa, proprietaria del club, annuncia la riduzione del finanziamento e lo scioglimento giunge a metà della stagione 2000-2001 della Divizia C a causa di problemi finanziari.

## Stadio
Il club giocò le partite interne nello stadionul Campa, impianto dotato di 4.000 posti

## Nomi ufficiali della squadra
Nel corso della sua esistenza il club ha avuto i seguenti nomi ufficiali:
- Șoimii Sibiu (1913-1947)
- CFR Sibiu (1947-1950)
- Locomotiva Sibiu (1950-1973)
- Șoimii Sibiu (1973-1981)
- Șoimii IPA Sibiu (1981-2001)

## Palmarès

### Altri piazzamenti
- Campionato rumeno:

Semifinalista: 1927-1928
- Coppa di Romania:

Semifinalista: 1948-1949, 1950